# Hirschioporus purpureus
Hirschioporus purpureus är en svampart som först beskrevs av Yasuda, och fick sitt nu gällande namn av Imazeki 1955. Hirschioporus purpureus ingår i släktet Hirschioporus och familjen Polyporaceae.   Inga underarter finns listade i Catalogue of Life.